# 中津川市立坂本中学校
中津川市立坂本中学校（なかつがわしりつ さかもとちゅうがっこう）は、岐阜県中津川市にある公立中学校。
坂本小学校の児童が進学する。

## 沿革
- 1947年（昭和22年）4月 - 恵那郡坂本村に坂本村立坂本中学校として開校。坂本小学校の校舎の一部を仮校舎とする。
- 1949年（昭和24年） - 現在地に新築移転。
- 1954年（昭和29年）7月10日 - 坂本村が中津川市に編入される。同時に中津川市立坂本中学校に改称する。
- 1983年（昭和58年） - 新校舎（鉄筋コンクリート造3階建）が完成。

## その他
- 1948年（昭和23年）頃、現在地に校舎を建設するさい、旧・陸軍坂本演習場[注釈 1][1]の兵舎を移築することが検討されたが、老朽化が酷い為断念している。そのため校舎を新築するのだが、資金不足であった。そこで村民がサツマイモの切干を生産販売し、その収益で校舎が建てられることになったという。このことからこの木造校舎は「サツマイモ校舎」とも呼ばれていた[2]。